# Caste de Murols
Pour les articles homonymes, voir Caste (homonymie).
Caste de Murols est le 6e supérieur de L'Hospital de l'ordre de Saint-Jean de Jérusalem de 1170 à son décès en 1172.

## Biographie
Caste de Murols était originaire d'une famille ayant son origine à Murols et était donc d'Auvergne.
Il était précédemment trésorier de l'Ordre, fonction qu'il remplit à la suite de Géraud de Saint-André. Il occupe le poste après 1163 et avant 1167, poste qu'il occupe jusqu'à son élection comme supérieur de l'Ordre.
Il fut désigné par Gilbert d'Aissailly pour lui succéder en 1170. Son élection ne fut reconnue que par une partie seulement des chevaliers. Les dissidents se rangèrent sous l'autorité d'un certain Rostang, personnage connu que par son sceau mais qui ne laisse aucune place au doute.
Cette scission fut de courte durée puisque le décès de Caste de Murols intervient en 1172, peut-être avant le 20 juin 1172.

## Sources bibliographiques
- Joseph Delaville Le Roulx, Les Hospitaliers en Terre sainte et à Chypre, 1100-1310, Paris, Ernest Leroux, 1904
- Bertrand Galimard Flavigny, Histoire de l'ordre de Malte, Paris, Perrin, 2006